# Telipogon storkii
Telipogon storkii är en orkidéart som beskrevs av Oakes Ames och Charles Schweinfurth. Telipogon storkii ingår i släktet Telipogon och familjen orkidéer.
Artens utbredningsområde är Costa Rica.

## Underarter
Arten delas in i följande underarter:
- T. s. magnificus
- T. s. storkii